# Magyarország a 2001-es atlétikai világbajnokságon
Magyarország a kanadai Edmontonban megrendezett 2001-es atlétikai világbajnokság egyik részt vevő nemzete volt. Az ország a világbajnokságon 13 sportolóval képviseltette magát. Érmet nem sikerült nyerni.

## Eredmények

### Férfi
| Versenyző      | Versenyszám     | Döntő         | Döntő         |
| Versenyző      | Versenyszám     | Idő           | Helyezés      |
| -------------- | --------------- | ------------- | ------------- |
| Urbanik Sándor | 50 km gyaloglás | nem ért célba | nem ért célba |

| Versenyző      | Versenyszám   | Selejtező | Selejtező | Döntő    | Döntő    |
| Versenyző      | Versenyszám   | Eredmény  | Helyezés  | Eredmény | Helyezés |
| -------------- | ------------- | --------- | --------- | -------- | -------- |
| Fazekas Róbert | Diszkoszvetés | 53,73 m   | 26.       | kiesett  | kiesett  |
| Kővágó Zoltán  | Diszkoszvetés | 58,42 m   | 20.       | kiesett  | kiesett  |
| Varga Roland   | Diszkoszvetés | 65,52 m   | 5.        | 65,86 m  | 7.       |
| Annus Adrián   | Kalapácsvetés | 78,57 m   | 9.        | 78,10 m  | 9.       |
| Gécsek Tibor   | Kalapácsvetés | 79,29 m   | 3.        | 79,34 m  | 8.       |
| Kiss Balázs    | Kalapácsvetés | 79,60 m   | 2.        | 79,75 m  | 6.       |

| Versenyző        | Versenyszám | 100 m | 100 m | Távolugrás | Távolugrás | Súlylökés | Súlylökés | Magasugrás | Magasugrás | 400 m | 400 m | 110 m gát | 110 m gát | Diszkoszvetés | Diszkoszvetés | Rúdugrás | Rúdugrás | Gerelyhajítás | Gerelyhajítás | 1500 m  | 1500 m | Végeredmény | Végeredmény |
| Versenyző        | Versenyszám | Idő   | Pont  | Eredmény   | Pont       | Eredmény  | Pont      | Eredmény   | Pont       | Idő   | Pont  | Idő       | Pont      | Eredmény      | Pont          | Eredmény | Pont     | Eredmény      | Pont          | Idő     | Pont   | Pont        | Helyezés    |
| ---------------- | ----------- | ----- | ----- | ---------- | ---------- | --------- | --------- | ---------- | ---------- | ----- | ----- | --------- | --------- | ------------- | ------------- | -------- | -------- | ------------- | ------------- | ------- | ------ | ----------- | ----------- |
| Zsivoczky Attila | Tízpróba    | 10,97 | 867   | 599 cm     | 811        | 14,65 m   | 768       | 218 cm     | 973        | 48,86 | 868   | 15,19     | 827       | 47,23 m       | 813           | 490 cm   | 880      | 62,43 m       | 774           | 4:23,23 | 790    | 8371        | 4.          |
| Kürtösi Zsolt    | Tízpróba    | 11,03 | 854   | 717 cm     | 854        | 15,34 m   | 811       | 206 cm     | 859        | 48,68 | 876   | 14,50     | 911       | 45,20 m       | 771           | 470 cm   | 819      | 58,87 m       | 721           | 4:49,61 | 621    | 8097        | 13.         |

### Női
| Versenyző        | Versenyszám   | Selejtező | Selejtező | Döntő    | Döntő    |
| Versenyző        | Versenyszám   | Eredmény  | Helyezés  | Eredmény | Helyezés |
| ---------------- | ------------- | --------- | --------- | -------- | -------- |
| Győrffy Dóra     | Magasugrás    | 188 cm    | 11.       | 190 cm   | 7.       |
| Molnár Krisztina | Rúdugrás      | 425 cm    | 20.       | kiesett  | kiesett  |
| Vaszi Tünde      | Távolugrás    | 671 cm    | 3.        | 686 cm   | 4.       |
| Szabó Nikolett   | Gerelyhajítás | 57,60 m   | 14.       | kiesett  | kiesett  |